# Parc Arqueològic del Puig de la Morisca

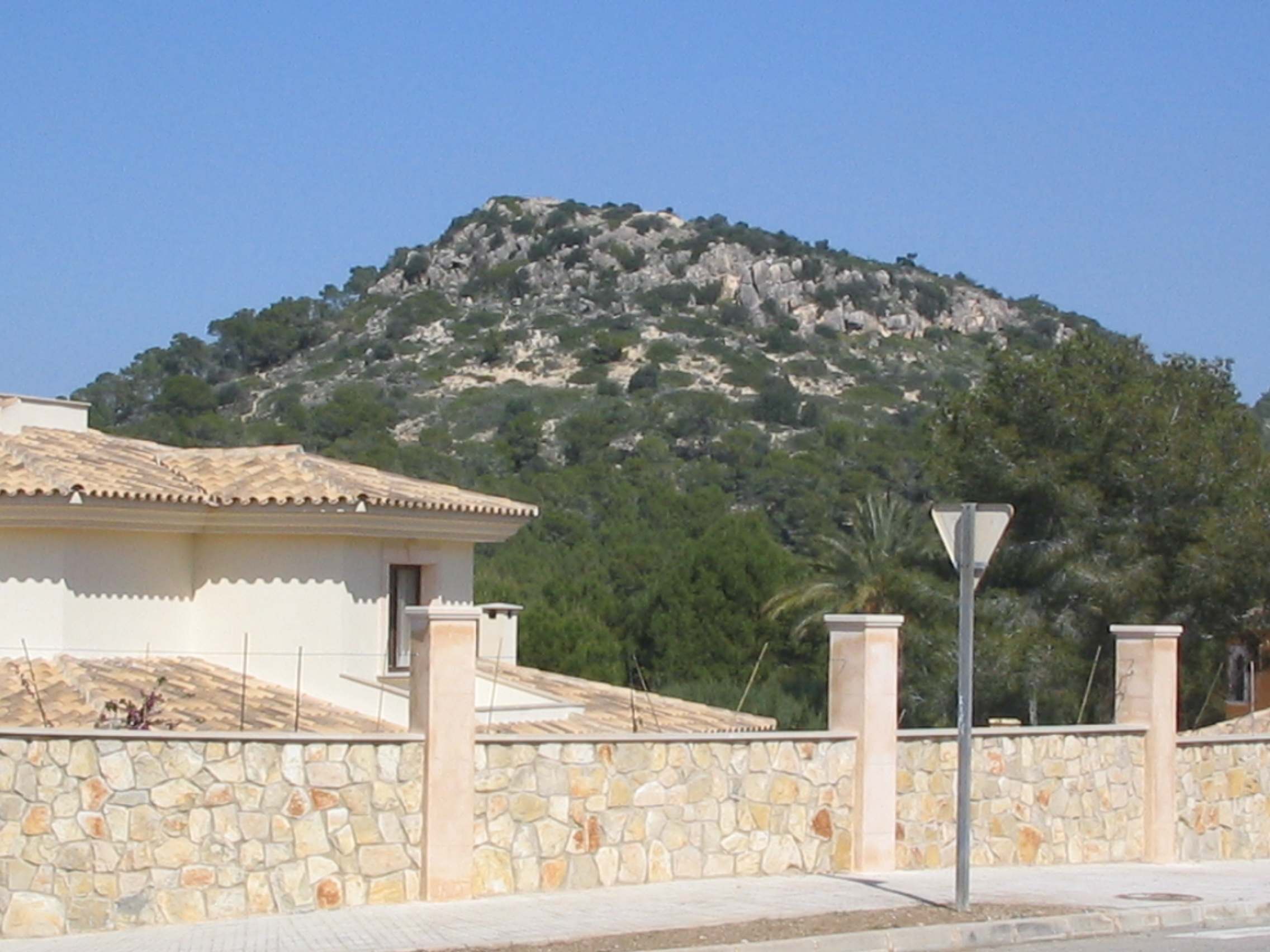
Vista del Puig de la Morisca

El Parc Arqueològic del Puig de la Morisca és un parc arqueològic situat a la localitat calvianera de Santa Ponça entorn del Puig de la Morisca que engloba diversos jaciments arqueològics però també conjunts etnològics i atractius naturals i paisatgístics. La projecció del parc començà l'any 1996 i s'inaugurà oficialment el 2006, però la creació ha estat progressiva i les excavacions, senyalitzacions i condicionaments s'han anat produint al llarg de temps, per exemple amb la inauguració del museu el 2020. També forma part de l'entramat del Passeig de Calvià, que és considerat com el Pulmó verd del municipi.

## Característiques
El recinte del parc té una superfície de 45 ha i acull sis jaciments arqueològics: el Turó de les Abelles, un centre posttalaiòtic de comerç i distribució de manufactures; el Turó fortificat del Puig de la Morisca, un poblat talaiòtic sorgit durant el bronze final i abandonat duant l'època imperial, i més tard reocupat en època islàmica; el Santuari dels Fornets, un santuari posttalaiòtic a un km del poblat; el Talaiot de Son Miralles, un talaiot solitari situat a mig camí entre el santuari i el poblat, i el Túmul de Son Miralles, situat a prop del talaiot; i dos conjunts no excavats situats a l'est del poblat dits Santa Ponça 5 i Santa Ponça 20. No obstant això, hom pretén que la seva incidència vagi més enllà d'aquests límits, i així hi estan associats els jaciments de la Mesquida, de Son Ferrer i Alemany, pròxims a la zona però fora del perímetre de parc. Els jaciments de Son Miralles i dels Fornets es troben dins el parc però en propietat privada.
A més de l'interés arqueològic, el parc també acull mostres de patrimoni etnològic, adequat i restaurat per la visita, mostra de l'ocupació que tenia en època cristiana, després de la fundació del Regne de Mallorca. Es tractava d'una zona de garriga, i així les construccions d'aquella època que es conserven són sis barraques de roter i tres sitges de carboner, que també són mostra de la tècnica popular de la pedra en sec, molt popular a la Mallorca rural. Per altra banda, el parc també és una mostra representativa de la flora de la zona, que, a més, acull endemismes com la ginesta borda, la bufera i la abellera papallona petita, una orquídia que a Mallorca només és present en aquesta zona. En fi, també compta amb diversos miradors i punts d'observació del paisatge i sis quilòmetres d'itineraris per gaudir del conjunt.

## Història
El projecte va començar a prendre forma a partir que s'emprenguessin les excavacions de Puig de la Morisca, car el poblat sempre ha estat la part central de l'empresa, i així el 1997 hom ja planificava un parc que reunís arqueologia, natura i paisatge amb la participació del Consell, l'Ajuntament de Calvià i la UIB. El projecte nasqué de la voluntat del consistori de potenciar el turisme cultural del terme, generalment associat al sol i platja, i aconseguí el suport econòmic puntual del Govern Balear, els fons de la Unió Europea i el col·legi d'hotelers. Finalment, el 2004 s'aprovà el projecte per fer realitat el parc, amb el disseny de rutes, l'adequació de la zona, el tancament del perímetre i la col·locació de panells informatius, inicialment en només 35 ha (les de titularitat pública), que s'inauguraren el maig de 2006 amb la presència del batle Carlos Delgado i el conseller de turisme Joan Flaquer. Llavors, els jaciments dels Fornets i de Son Miralles encara no eren visitables perquè es trobaven en zona privada, mentre que la vocació de ser un espai de fauna endèmica ja era present. També s'incorporaren la Naveta Alemany, el túmul de Son Ferrer i el jaciment romà de la Mesquida.

## Els jaciments

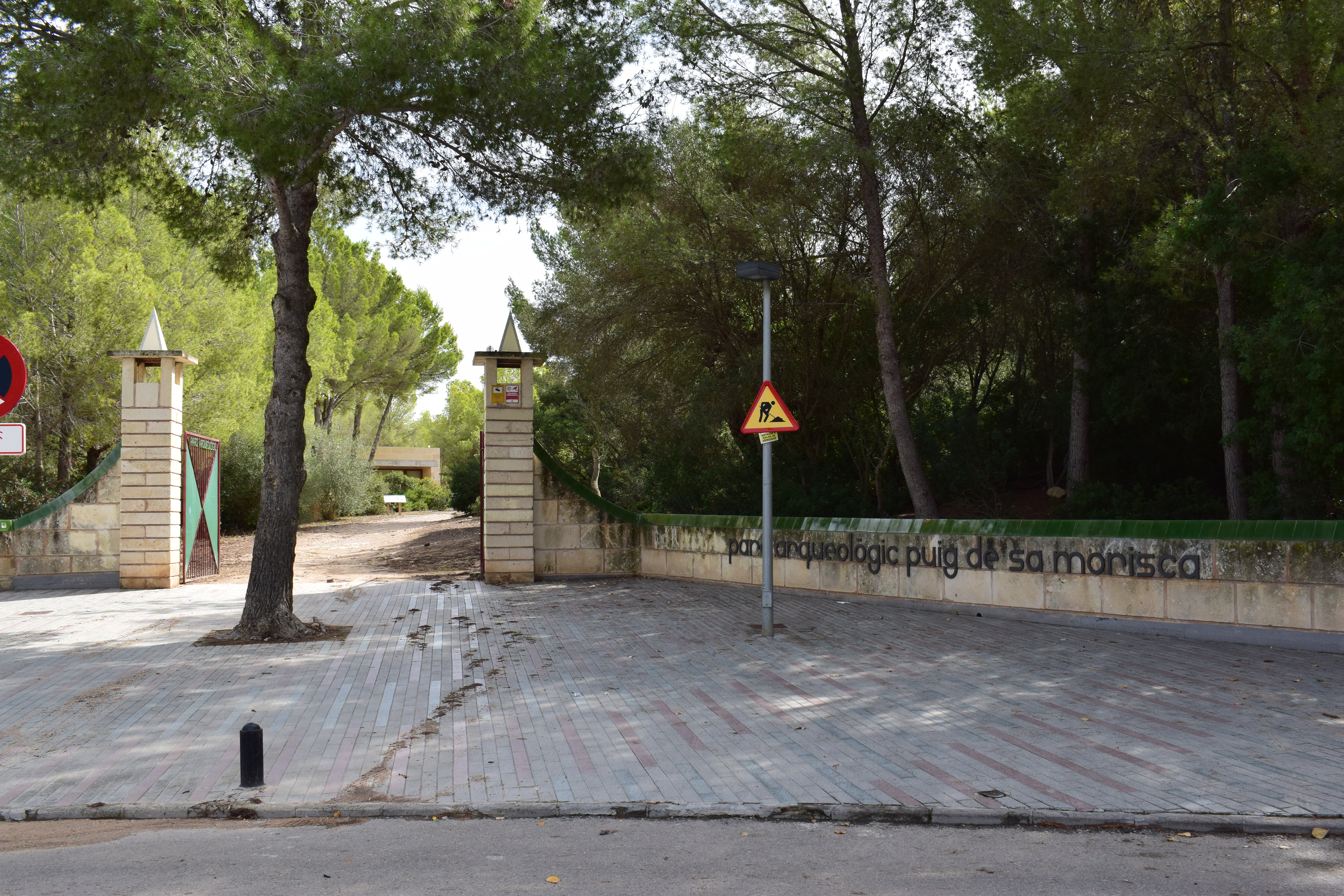
Entrada al jaciment del Puig de la Morisca

A la zona hi ha diversos jaciments arqueològics que documenten períodes extensos de la història mallorquina, que van de l'època del bronze al començament de la nostra era amb una reocupació en època islàmica i, com a explotació agrària esporàdica, tota l'època moderna fins al segle xx.
La primera ocupació documentada es produeix al cap curucull de Puig, durant el segon mil·lenni aC; cap a final de bronze es fortifica el cim i, a altres punts de la contrada, es creen els poblats de naviformes de Son Ferrer, Alemany i el turriforme de Son Ferrer; a l'època talaiòtica s'alcen els talaiots del poblat i de Son Miralles, i ja en època posttalaiòtica es construeixen el santuari dels Fornets, els conjunts de Santa Ponça 5 i 20, i el centre comercial del Turó de les Abelles. En època romana tot plegat s'abandona, i l'activitat es trasllada a la vil·la romana de la Mesquida, mentre que el Puig de la Morisca es reocupa en època islàmica, fins que la conquesta catalana, que començà desembarcant a Santa Ponça, destrueix el poblat i s'abandona definitivament. Es creu que durant el trajecte cap a la ciutat de Mallorca, les tropes de Jaume I el Conqueridor van ocupar el cim del puig com a primer objectiu militar, car d'aquest monticle es controla visualment una àmplia zona. Un equip d'arqueòlegs va descobrir el 2008, en un context del segle xiii, un petit escut de metall amb blasó que es creu dels cavallers Togores, al costat d'altres restes dels musulmans.

### Turó fortificat de la Morisca
Es tracta d'un turó fortificat de tota una xarxa d'assentaments pareguts al llarg del litoral mallorquí per assegurar la navegació de cabotatge i que té una gran visibilitat de tota la zona de Santa Ponça - la Porrassa. La primera fase de jaciment és del bronze final (posttalaiòtic), però la fortificació del cim es produeix en època talaiòtica (~800 aC) amb la construcció de diversos turriformes i s'intensifica a partir del posttalaiòtic (~500 aC), amb la construcció de noves torres i segments murats. Cap al segle iii aC les estructures defensives s'abandonen i el poblat perd la funció originària, i és abandonat poc després de la conquesta romana de Metel en època republicana. Segles més tard, els musulmans el reocuparen fins que la conquesta catalana acabà amb llur establiment i domini de l'illa.
La història del poblat s'ha de posar molt en relació amb l'establiment púnic a Eivissa el segle viii aC, car coincideixen cronològicament i Santa Ponça és el port més favorable de Mallorca per comerciar amb Eivissa, atesa la proximitat física i les bones condicions del port.

### Santuari dels Fornets
Es tracta d'un santuari posttalaiòtic que conté les característiques prototípiques d'aquesta mena de construccions, semblant als de l'Illot i d'Almallutx. Es troba en terrenys privats i no l'han excavat mai, però les estructures s'intueixen de manera clara.

### Son Miralles
A Son Miralles, també de propietat privada, hi ha un talaiot de 10 metres de diàmetre amb entrada amb llinda conservada, restes de columna central i dos metres d'alçada; i un turriforme esglaonat, semblant al de Son Ferrer però d'època talaiòtica, que no està excavat i, per tant, no se'n coneixen detalls.

### Turó de les Abelles
El jaciment de Turó de les Abelles es troba a una lleugera elevació del terreny, antigament envoltada de salobrars, i es tracta d'un assentament costaner d'època posttalaiòtica destinat a gestionar i distribuir el comerç amb els púnics. Fou actiu entre els segles segle iii aC i segle i aC.

### Jaciments associats
Fora dels límits de parc però situats dins els dominis visuals de la contrada de Santa Ponça hi ha tota una sèrie de jaciments que el parc també promou.

#### Naveta Alemany
Es tracta d'una naveta situada a la localitat veïna de Magaluf que data del pretalaiòtic (1800-1500) i que fou excavada els anys seixanta i, més tard, els darrers noranta, i finalment restaurada entre 2010 i 2012.

#### Turriforme esglaonat de Son Ferrer
Es tracta d'una estructura turriforme esglaonada i un hipogeu annex situats a la localitat veïna de Son Ferrer. L'hipogeu data del pretalaiòtic, mentre que el turriforme data de l'època talaiòtica i està relacionada cronològicament amb la fortificació de la Morisca. Fou excavat entre el 2000 i el 2005

#### Poblat naviforme de Son Ferrer
El poblat naviforme de Son Ferrer és un poblat de navetes del bronze antic situat a Son Ferrer i que no ha estat excavat.

#### Vil·la romana de la Mesquida
La vil·la romana de la Mesquida és una vil·la romana que conforma el sol jaciment romà del terme de Calvià. Fou descobert en una excavació d'urgència en unes obres d'un supermercat al nucli central de la urbanització de Santa Ponça, i estigué en ús durant l'Alt Imperi.